# 新田多村新田町
新田多村新田町（にったたむらしんでんちょう）は、群馬県太田市にある地名（町丁）。郵便番号は370-0305。

## 概要
生品地区にある町丁。

## 地理

### 新田多村新田町内の区
新田多村新田町（生品地区）の行政区の一覧。
| 地区     | 行政区     | 読み               | 区域                                           |
| -------- | ---------- | ------------------ | ---------------------------------------------- |
| 生品地区 | 市多村新田 | いちたむらしんでん | 新田多村新田町、新田市野井町、新田市町の各一部 |

### 近隣町丁
- 大原町
- 六千石町
- 新田市町
- 山之神町

## 世帯数と人口
2022年（令和4年）3月31日現在の世帯数と人口は以下の通りである。
| 町丁           | 世帯数 | 人口 |
| -------------- | ------ | ---- |
| 新田多村新田町 | 33世帯 | 94人 |

## 小・中学校の学区
市立小・中学校に通う場合、学区は以下の通りとなる。
| 番地               | 小学校             | 中学校             |
| ------------------ | ------------------ | ------------------ |
| 市多村新田（全域） | 太田市立生品小学校 | 太田市立生品中学校 |

## 交通

### 鉄道
町内に鉄道は通っていない。

## 施設
- 太田市水道局 新田受水場